# Walter Montagu-Douglas-Scott (8. książę Buccleuch)

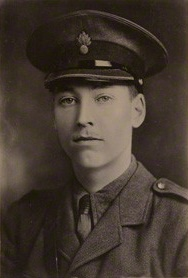
Walter Montagu-Douglas-Scott (8. książę Buccleuch)

Walter John Montagu-Douglas-Scott KT, GCVO (ur. 30 grudnia 1894 w Dalkeith, zm. 4 października 1973) – najstarszy syn Johna Montagu-Douglasa-Scotta, 7. księcia Buccleuch, i lady Margaret Alice Bridgeman, córki 4. hrabiego Bradford. Od urodzenia nosił tytuł lorda Eskdaill, od 1914 r. hrabiego Dalkeith, zaś od 1935 r. 8. księcia Buccleuch i 10. księcia Queensberry.
Walter kształcił się, jak reszta jego rodziny, w Eton College i w Christ Church na Uniwersytecie w Oksfordzie. Służbę wojskową odbył w elitarnej jednostce piechoty King’s Own Scottish Borderers. Był również kapitanem Królewskiej Kompanii Łuczników.
Jako hrabia Dalkeith był w latach 1923–1935 członkiem Izby Gmin z ramienia Szkockiej Partii Unionistycznej, jako reprezentant okręgu Roxburgh and Selkirk. Później jako książę Buccleuch i Queensberry zasiadał w Izbie Lordów. W tym czasie zawarł bliską znajomość z ambasadorem Rzeszy Niemieckiej w Londynie, Joachimem von Ribbentropem. W 1939 uczestniczył w obchodach 50. urodzin Hitlera w Berlinie. W latach 1937–1940 był Lordem Stewardem Dworu Królewskiego, a w latach 1956–1973 pełnił funkcję Lorda Clerk Register.
Książę uzyskał tytuły honorowego Doktora Prawa od Uniwersytetów w Edynburgu i St Andrews.
21 kwietnia 1921 r. w Westminsterze, Walter poślubił Vredę Esther Mary Lascelles (17 września 1900 – 9 lutego 1993), córkę majora Williama Franka Lascellesa i lady Sybil Beauclerk, córki 10. księcia St Albans. Walter i Vreda mieli razem syna i dwie córki:
- Elisabeth Diana Montagu-Douglas-Scott (20 stycznia 1922 – 19 września 2012), żona Hugh Algernona Percy'ego, 10. księcia Northumberland
- Walter Francis John Montagu-Douglas-Scott (28 września 1923 – 4 września 2007), 9. książę Buccleuch i 11. książę Queensberry
- Caroline Margaret Montagu-Douglas-Scott (7 listopada 1927 – 17 października 2004), żona Iana Gilmoura, barona Gilmour of Craigmillar